# Asesino
Asesino é uma banda criada pelo ex guitarrista do Brujeria, Asesino, que contém membros de bandas como Fear Factory e Static-X. Enquanto o Brujeria é mais lento, com influências de hardcore punk e metal extremo, o Asesino é mais rápido, com um som mais focado para o  deathgrind. Não é inusitado a banda tocar covers do Slayer em seus shows. Assim com o Brujeria, as letras são inteiramente cantadas em espanhol com assuntos focados em violência, morte e pervesões em geral. A banda tem costume de fazer comentários sarcásticos em seus shows, e quando tocam alguma canção do Brujeria nos shows, eles alteram as letras para combinar mais com a banda.

## Integrantes

### Membros atuais
- Maldito X (Tony Campos)[3] - baixo e vocal
- Asesino (Dino Cazares) - guitarra
- El Sadistico (Emilio Marquez) - bateria

### Participações especiais
- Sepulculo (Andreas Kisser) - guitarra
- El Odio (Jamey Jasta) - vocal de apoio

### Ex-membros
- Greñudo (Raymond Herrera) - bateria

## Discografia
- Corridos de Muerte (2002), relançado em (2005).
- Cristo Satánico (2006)